# 寺岡勝則
寺岡勝則（てらおか かつのり、1967年 (昭和42年）1月19日 - ）は、日本の俳優。

## 来歴・人物
神奈川県出身。
- 趣味は、読書。
- 劇団空間演技、シアターオブアーツ、ジョイントオフィスを経て、月の石所属。今はアトリエヴィサージュ所属。

## 出演作

### 映画
- 黒い殺意（2013年）ー尾田 役
- アスペルガーレイブ （2012年）ー大杉栄 役
- サヨナラ人魚（2013年）ー佐々木さん 役
- おやじ男優Z （2014年）ー小林 役
- 天使の欲望 （2015年）ー山本憲治 役

### 自主映画 / 短編映画
- ご臨終です（2012年）ーラブリー渡辺 役
- 為果つ月（2012年）ー松岡元 役
- 方舟のブルース（2012年）ー野田サダオ 役
- 飯田家と草山家の人びと（2013年）ー飯田富士夫 役
- ロード（2015年）ー田中清 役

### TV
- 死刑囚からの恋歌（1991年・日本テレビ）死刑囚 役
- 相棒2nd.（テレビ朝日）警察官 役
- 相棒3rd. （テレビ朝日）刑事 役
- はみだし刑事情熱系・最終章（2004年・テレビ朝日）警官 役
- ドラゴン桜（2005年・TBS）試験官 役
- 予告編ビギンズ（2013年・フジテレビ＜新春特番＞） 刑事 役
- かすていら（2013年・NHK-BS）金魚すくい屋 役
- 玉川区役所 OF THE DEAD 第3話（2014年10月17日、テレビ東京）副知事 役

### 舞台
- 朝に死す（1985年・若草アトリエ）
- 真田風雲録（1990年・ザ・スズナリ）
- 闇市愚連隊（1990年・紀伊国屋ホール）
- 黒い花びら（1991年・本多劇場他）
- 影を慕いて（1991年・ゆうぽおと他）
- アルファクラブ（1995年・熊谷市民会館）

### CM
- ビデオビューカム（1996年）
- アサヒビール（1996年）
- NTTドコモ 若者応援キャンペーン『うらやむ母篇』（2002年）
- SONY PSX『ほしいものが出てきたタクシー篇』（2003年）
- ソニー銀行『追われる篇』（2004年）
- 洋服の青山『替えがある篇』（2004年）
- ライオンバファリンA『引越し篇』（2004年）
- NTTコミュニケーションズ0033『自宅篇』（2005年）
- サッポロ黒ラベル『開店準備篇』（2005年）
- ソニー生命株式会社（2014年）

### VP
- 日本消費者協会『ストップ・ザ・悪徳商法』
- 日本消費者協会『悪徳パーティー編』
- 日産プロジェクト『コミュニケーション篇』
- KinKi Kids『薄荷キャンディー』
- 三井住友生命
- NTTインフォマーシャル
- 新日本有限責任監査法人
- 山梨県悪質商法対策
- 骨粗鬆症診療ドラマ

### 広告
- セルベール（エイザイ）